# Brad Kavanagh
Brad Lewis Kavanagh (ur. 21 sierpnia 1992 w Whitehaven) – brytyjski wokalista, kompozytor, autor piosenek, producent muzyczny, aktor i prezenter.
Urodził się w Cleator Moor, dorastał w Whitehaven. Rozpoczął swoją karierę mając 11 lat w teatrze West End w musicalu Billy Elliot the Musical jako Michael. Występował w roli Dylana z brytyjskiego serialu Disney Channel Gdy zadzwoni dzwonek oraz Fabiana Ruttera z serialu młodzieżowego Nickelodeon Tajemnice domu Anubisa.

## Kariera aktorska

### Dzieciństwo
Brad Lewis Kavanagh jest najstarszym synem Jamiego i Lisy. Ma młodszego brata Reece’a. Gdy miał 6 lat rozpoczął lekcje śpiewu i dołączył do miejscowego koła teatralnego dla dzieci. Mając 9 lat zagrał w sztuce „All My Sons” jako Bert. W wieku 11 lat otrzymał rolę w musicalu „Billy Elliot The Musical” gdzie odtwarzał przez 3 lata rolę Michaela. Zaczął grać na gitarze w mając 14 lat, a pierwszą piosenkę napisał rok wcześniej. W 2004 roku, Brad zawarł kontrakt z agencją aktorską – Red Door Management, który jest podtrzymywany do teraz.

### Disney Channel
W latach 2007–2010 Brad pracował dla Disney Channel, przeprowadzając głównie wywiady. W 2008 roku wraz z Samanthą Dorrance prowadził konkurs talentów „My School Musical” i „My Camp Rock”. W tym samym roku uczestniczył w Disney Channel Games 2008, grając w drużynie zielonej The Cyclones. Prowadził premierę filmu „Jonas Brothers 3D Concert Experience” w Londynie w 2009 roku i również w tym samym mieście i roku – premierę filmu „Hannah Montana”. W 2008 roku został nominowany do nagrody BAFTA jako „Przełomowy talent roku”. Grał Dylana w serialu „As the Bell Rings”. Na potrzeby tej serii nagrano piosenkę o tym samym tytule. Prócz tego, na potrzeby Disney Channel UK, Brad nagrał piosenkę pt. „Right Time” oraz cover „Here I Am” z filmu Camp Rock. Tego samego roku był jurorem w konkursie muzycznym „Hannah-Oke, gdzie uczestnicy i ich rodziny śpiewali piosenki Hanny Montany. Prowadził również brytyjskie show „Undercover Coach”.

### Nickelodeon
W lecie 2010 roku odbyły się castingi do nowego serialu produkcji Nickelodeon Tajemnice domu Anubisa, wzorowanego na holenderskim serialu „Het Huis Anubis”. Brad dostał tam rolę Fabiana Ruttera, głównego bohatera. Łącznie, przez trzy lata nagrano 3 sezony i jeden film „Kamienny Dotyk Ra”. W czasie tych trzech lat Brad prowadził dwie gale: Kids Choice Award 2012, razem z Aną Mulvoy-Ten. Na tej gali był nominowany w kategorii „Najlepszy Aktor UK” oraz Kids Choice Award 2013, którą powadził razem z Alexandrą Shipp. W tym roku serial zdobył statuetkę. Po zakończeniu serialu Brad oddał się muzyce.

## Kariera muzyczna
Brad od najmłodszych lat pasjonował się muzyką. Chodził na lekcje śpiewu, gdy miał 6 lat, pierwszą piosenkę napisał w wieku 13 lat a grać na gitarze zaczął gdy miał 14. Prócz gitary klasycznej, akustycznej basowej i elektrycznej potrafi również grać na perkusji i pianinie. Gdy trwały zdjęcia do „Tajemnic Domu Anubisa” Brad nagrywał i dodawał na swojego SoundCloud covery i piosenki. Powstała wtedy piosenka „You I See”, która miała być wykorzystana w serialu, gdzie jego postać – Fabian miał ją śpiewać. W duecie z Tasie Dhanraj nagrał piosenkę „We Shall Overcome”.
18 marca 2013 roku miała miejsce premiera teledysku i piosenki „On My Mind”. Po zakończeniu zdjęć do serialu i powrocie z Los Angeles, gdzie odbyła się gala Kids Choice Award 2013, razem ze swoim przyjacielem Stevenem Normanem, rozpoczął budowę własnego studia. Mieści się ono na parterze jego prywatnego domu w Mungrisdale. Brad i jego przyjaciel założyli tam spółkę „Big Moose Productions”. Budowa zakończyła się w grudniu 2013 roku.
7 września 2013 roku Brad po raz pierwszy wystąpił muzycznie na gali Fruit Shoot Skils Awards 2013. 12 października był prezenterem na brytyjskiej premierze serialu Sam&Cat w Londynie. 30 listopada 2013 odbył się „TeenHoot”. 14 kwietnia 2014 Brad występował na ShowCase Live w Londynie. W maju 2014 roku pojawiła się szansa wystąpienia na największym festiwalu w Wielkiej Brytanii – Summertime Ball. Przegrał głosowanie. 14 czerwca Brad zagościł w Thorpe Park – występie organizowanym przez ShowCase Live. 19 lipca 2014 roku wystąpił na PopShack Live na arenie IndigO2. Od 21 października do 1 listopada 2014 występował jako suppot w trasie koncertowej Hollywood Ending – „Punk A$$ Kids Tour”.
Na początku 2015 roku, Brad ogłosił iż powoli kończy pracę nad debiutanckim albumem noszącym tytuł „Saviours”. Jego premiera jest przewidywana na późną jesień, a pierwszy singiel – Sleeping With the Light On – ma pojawić się oficjalnie 4 września
8 sierpnia 2015, Brad wystąpi na „Thorpe Park Resort Live – Island Beats” jako support zespołu Rixton.

## Dyskografia
| Rok  | Album     | Tytuły | Opis                                                                                              |
| ---- | --------- | --- | ------------------------------------------------------------------------------------------------- |
| 2008 | --------- | - As the Bell Rings - Right Time | Na potrzebę Disney Channel UK                                                                     |
| 2011 | --------- | - We Shall Overcome - You I See - Over - Streetlights                                                                                        | --------------------------                                                                        |
| 2012 | --------  | - Be Mine Tonight (Groove Me) - Always the Quite Ones                                                                                        | --------------------------                                                                        |
| 2013 | --------- | - Window - One In a Million - On My Mind - Surrender - Give Me a Moment                                                                      | --------------------------                                                                        |
| 2014 | --------- | - Love On Me - She’s Got a Hold In Me - Passport                                                                                             | --------------------------                                                                        |
| 2015 | Saviours  | - Sleeping With the Light On - Risk I Can’t Resist - Up In Flames - Always the Quite Ones (re-edycja) - Taking It Back - Say - Shoot Me Down | Premiera albumu przewidywana jest na jesień 2015, więcej piosenek na chwilę obecną nie jest znane |

| Rok  | Tytuł | Opis |
| ---- | --- | --- |
| 2008 | - Here I Am | cover z filmu „Camp Rock” na potrzeby Disney Channel |
| 2011 | - Waiting On the Wolrd to Change - Dynamite - Billionaire | Oryginał John Mayer Oryginał Taio Cruz Oryginał Bruno Mars |
| 2012 | - Lego House - Vultures - Rose Garden - Heartbreak Warfare - Never Let Her Slip Away - Haven’t Met You Yet | Oryginał Ed Sheeran Oryginał John Mayer Oryginał Nick Jonas Oryginał John Mayer Oryginał Andrew Gold Oryginał Michael Buble |
| 2013 | - Right There - Heartbreaker - Story of My Life - I Wish - I See Fire - Diana - Say Something - All I Want For Christmas Is You | Oryginał Ariana Grande Oryginał Justin Bieber Oryginał One Direction Oryginał Cher Lloyd Oryginał Ed Sheeran Oryginał One Direction Oryginał A Great Big World Oryginał Mariah Carey |
| 2014 | - Happy - Roar - She Looks So Perfect - Money On My Mind - All Of Me - Stay With Me - The Man - Sing - Me & My Broekn Heart - Not a Bad Thing - You & I - Problem - I’ll Never Let You Down - Rather Be - Treasure - Good Kisser - Rude - Fireproof - I’m Not the Only One - Blame | Oryginał Pharrell Williams Oryginał Katy Perry Oryginał 5 Seconds of Summer Oryginał Sam Smith Oryginał John Legend Oryginał Sam Smith Oryginał Aloe Blacc Oryginał Ed Sheeran Oryginał Rixton Oryginał Justin Timberlake Oryginał One Direction Oryginał Ariana Grande Oryginał Rita Ora Oryginał Clean Bandit Oryginał Bruno Mars Oryginał Usher Oryginał Magic Oryginał One Direction Oryginał Sam Smith Oryginał Calvin Harris ft. John Newman |

## Filmografia
| Rok       | Tytuł                                     | Rola          | Opis                                 |
| --------- | ----------------------------------------- | ------------- | ------------------------------------ |
| 2015      | Dani’s Castle                             | Tim           | Gościnnie, 1 odcinek                 |
| 2013      | Tajemnice domu Anubisa: Kamienny Dotyk Ra | Fabian Rutter | Główna rola                          |
| 2011-2013 | Tajemnice domu Anubisa                    | Fabian Rutter | Główna rola                          |
| 2011      | Dani’s House                              | Marco         | Gościnnie, odcinek „A Fine Bromance” |
| 2009      | Life Bites                                | Brad          | Gościnnie, 3 odcinki                 |
| 2008      | Gdy zadzwoni dzwonek                      | Dylan         | Główna rola (sezon 2)                |

| Rok  | Tytuł                            | Rola               |
| ---- | -------------------------------- | ------------------ |
| 2009 | Jonas Brothers 3D Movie Premiere | prezenter          |
| 2009 | Hannah-Oke                       | juror              |
| 2009 | „Odlot”- za kulisami             | jako on sam        |
| 2009 | Undercover Coach                 | jako on sam        |
| 2009 | Hannah Montana Movie UK Premiere | prezenter          |
| 2009 | My Camp Rock                     | gospodarz programu |
| 2009 | Pass the Plate                   | jako on sam        |
| 2009 | Premiera „Opowieści Wigilijnej”  | prezenter          |
| 2008 | My High School Musical           | gospodarz programu |

## Nagrody i nominacje
| Rok  | Gala                                          | Kategoria                                           | Rezultat  |
| ---- | --------------------------------------------- | --------------------------------------------------- | --------- |
| 2008 | Nagroda Brytyjskiej Akademii Filmowej [BAFTA] | Przełomowy Talent Roku                              | Nominacja |
| 2011 | Kids Chocie Award                             | Najlepszy Brytyjski Serial – Tajemnice Domu Anubisa | Wygrana   |
| 2012 | Kids Choice Award                             | Najlepszy Brytyjski Serial – Tajemnice Domu Anubisa | Nominacja |
| 2012 | Kids Choice Award                             | Najlepszy Brytyjski Aktor                           | Nominacja |
| 2013 | Kids Chocie Award                             | Najlepszy Brytysjki Serial – Tajemnice Domu Anubisa | Wygrana   |